# Parafia św. Stanisława Kostki w Woonsocket
Parafia św. Stanisława Kostki w Woonsocket (ang. St. Stanislaus Kostka) – parafia rzymskokatolicka  położona w Woonsocket, Rhode Island, Stany Zjednoczone.
Jest ona jedną z wielu etnicznych, polonijnych parafii rzymskokatolickich w Nowej Anglii. Parafia została dedykowana św. Stanisławowi Kostce.
Ustanowiona w 1905 roku.